# Temnoplectron disruptum
Temnoplectron disruptum är en skalbaggsart som beskrevs av Matthews 1974. Temnoplectron disruptum ingår i släktet Temnoplectron och familjen bladhorningar. Inga underarter finns listade i Catalogue of Life.